# Список наград и номинаций фильма «Чёрная пантера»
«Чёрная панте́ра» (англ. Black Panther) — американский полнометражный художественный супергеройский фильм 2018 года с участием одноимённого персонажа издания Marvel Comics. Фильм был снят студией Marvel Studios и распространяется компанией Walt Disney Studios Motion Pictures. Является 18-м фильмом медиафраншизы «Кинематографическая вселенная Marvel» (КВМ). Режиссёром выступил Райан Куглер, а сценаристами — сам Куглер и Джо Роберт Коул. В фильме приняли участие актёры Чедвик Боузман, Майкл Б. Джордан, Лупита Нионго, Данай Гурира, Мартин Фримен, Дэниел Калуя, Летиша Райт, Уинстон Дьюк, Анджела Бассетт, Форест Уитакер, Энди Серкис и другие. По сюжету, принц Т’Чалла, после гибели своего отца Т’Чаки, возвращается домой в вымышленную африканскую страну Ваканду и становится новым королём, однако внезапно появляется молодой морской пехотинец Киллмонгер, претендующий на трон, из-за чего возникает конфликт, который ставит под угрозу судьбу Ваканды и всего мира.
Мировая премьера фильма «Чёрная пантера» состоялась 29 января 2018 года в театре «Долби» (Лос-Анджелес), а 16 февраля он был выпущен в прокат в США. Бюджет фильма составил 200 млн долларов США, при этом фильм собрал $ 1,349 млрд, заняв 2-е место среди самых кассовых фильмов 2018 года. На сайте-агрегаторе рецензий Rotten Tomatoes фильм имеет рейтинг одобрения 96 % на основе 531 отзыва со средней оценкой 8,3/10. Сайт-агрегатор Metacritic присвоил фильму 88 баллов из 100 на основе 55 отзывов, что соответствует критерию «общее признание».
Фильм, его режиссёры и актёры были удостоены множества наград и номинаций. На 91-й церемонии вручения премии «Оскар» фильм победил в трёх номинациях из семи, таких как «Лучший дизайн костюмов», «Лучшая музыка к фильму» и «Лучшая работа художника-постановщика». На 24-й церемонии вручения премии «Выбор критиков» картина также победила в трёх номинациях из двенадцати. На 44-й церемонии вручения премии «Сатурн» фильм одержал победу в пяти номинациях из четырнадцати. Кинокомикс к тому же являлся почётным гостем на церемонии вручения премии Голливудского кинофестиваля и на Международном кинофестивале в Палм-Спрингс. К тому же, Национальный совет кинокритиков США и Американский институт киноискусства включили данный фильм в топ-10 лучших фильмов года.

## Награды и номинации
| Награда                                                  | Дата церемонии вручения | Категория                                                                         | Получатель(-и) | Результат      | Прим.         |
| -------------------------------------------------------- | ----------------------- | --------------------------------------------------------------------------------- | --- | -------------- | ------------- |
| Billboard Music Awards                                   | 20 мая 2018             | «Лучший саундтрек»                                                                | «Black Panther: The Album» | Номинация      | [ 20 ]        |
| «Золотой трейлер»                                        | 31 мая 2018             | «Лучшее шоу»                                                                      | «Crown» (Create Advertising Group) | Победа         | [ 21 ] [ 22 ] |
| «Золотой трейлер»                                        | 31 мая 2018             | «Лучший экшн»                                                                     | «Crown» (Create Advertising Group) | Победа         | [ 21 ] [ 22 ] |
| «Золотой трейлер»                                        | 31 мая 2018             | «Лучший ТВ-ролик в жанре экшн»                                                    | «Entourage: 60» (AV Squad) | Победа         | [ 21 ] [ 22 ] |
| «Золотой трейлер»                                        | 31 мая 2018             | «Лучший музыкальный ТВ-ролик (художественный фильм)»                              | «Women of Wakanda» (Tiny Hero) | Победа         | [ 21 ] [ 22 ] |
| «Золотой трейлер»                                        | 31 мая 2018             | «Лучший монтаж звука в ТВ-ролике (художественный фильм)»                          | «Team» (Tiny Hero) | Номинация      | [ 21 ] [ 22 ] |
| «Золотой трейлер»                                        | 31 мая 2018             | «Лучший рекламный щит»                                                            | «Arclight Motion Billboard» (The M Factor) | Номинация      | [ 21 ] [ 22 ] |
| «Золотой трейлер»                                        | 31 мая 2018             | «Лучшее радио / аудиоролик»                                                       | «Just Getting Started» (Tiny Hero) | Номинация      | [ 21 ] [ 22 ] |
| «Золотой трейлер»                                        | 31 мая 2018             | «Лучшие посты о дикой природе (реклама)»                                          | «Character Series» (Art Machine) | Номинация      | [ 21 ] [ 22 ] |
| MTV Movie & TV Awards                                    | 16 июня 2018            | «Лучший фильм»                                                                    | «Чёрная пантера» | Победа         | [ 23 ]        |
| MTV Movie & TV Awards                                    | 16 июня 2018            | «Лучшая мужская роль»                                                             | Чедвик Боузман | Победа         | [ 23 ]        |
| MTV Movie & TV Awards                                    | 16 июня 2018            | «Лучший герой»                                                                    | Чедвик Боузман | Победа         | [ 23 ]        |
| MTV Movie & TV Awards                                    | 16 июня 2018            | «Лучший злодей»                                                                   | Майкл Б. Джордан | Победа         | [ 23 ]        |
| MTV Movie & TV Awards                                    | 16 июня 2018            | «Лучший похититель сцены»                                                         | Летиша Райт | Номинация      | [ 23 ]        |
| MTV Movie & TV Awards                                    | 16 июня 2018            | «Лучший бой»                                                                      | Чедвик Боузман против Уинстона Дьюка | Номинация      | [ 23 ]        |
| MTV Movie & TV Awards                                    | 16 июня 2018            | «Лучшая актёрская команда»                                                        | Чедвик Боузман, Лупита Нионго, Данай Гурира и Летиша Райт | Номинация      | [ 23 ]        |
| BET Awards                                               | 24 июня 2018            | «Лучший фильм»                                                                    | «Чёрная пантера» | Победа         | [ 24 ]        |
| BET Awards                                               | 24 июня 2018            | «Лучший альбом года»                                                              | «Black Panther: The Album» | Номинация      | [ 24 ]        |
| BET Awards                                               | 24 июня 2018            | «Лучшая мужская роль»                                                             | Чедвик Боузман | Победа         | [ 24 ]        |
| BET Awards                                               | 24 июня 2018            | «Лучшая мужская роль»                                                             | Стерлинг Браун | Номинация      | [ 24 ]        |
| BET Awards                                               | 24 июня 2018            | «Лучшая мужская роль»                                                             | Майкл Б. Джордан | Номинация      | [ 24 ]        |
| BET Awards                                               | 24 июня 2018            | «Лучшая мужская роль»                                                             | Дэниел Калуя | Номинация      | [ 24 ]        |
| BET Awards                                               | 24 июня 2018            | «Лучшая женская роль»                                                             | Анджела Бассетт | Номинация      | [ 24 ]        |
| BET Awards                                               | 24 июня 2018            | «Лучшая женская роль»                                                             | Лупита Нионго | Номинация      | [ 24 ]        |
| BET Awards                                               | 24 июня 2018            | «Лучшая женская роль»                                                             | Летиша Райт | Номинация      | [ 24 ]        |
| «Сатурн»                                                 | 27 июня 2018            | «Лучший фильм — экранизацию комикса»                                              | «Чёрная пантера» | Победа         | [ 25 ] [ 26 ] |
| «Сатурн»                                                 | 27 июня 2018            | «Лучший киноактёр»                                                                | Чедвик Боузман | Номинация      | [ 25 ] [ 26 ] |
| «Сатурн»                                                 | 27 июня 2018            | «Лучшая киноактриса»                                                              | Лупита Нионго | Номинация      | [ 25 ] [ 26 ] |
| «Сатурн»                                                 | 27 июня 2018            | «Лучший киноактёр второго плана»                                                  | Майкл Б. Джордан | Номинация      | [ 25 ] [ 26 ] |
| «Сатурн»                                                 | 27 июня 2018            | «Лучшая киноактриса второго плана»                                                | Данай Гурира | Победа         | [ 25 ] [ 26 ] |
| «Сатурн»                                                 | 27 июня 2018            | «Лучший молодой актёр или актриса»                                                | Летиша Райт | Номинация      | [ 25 ] [ 26 ] |
| «Сатурн»                                                 | 27 июня 2018            | «Лучшая режиссура»                                                                | Райан Куглер | Победа         | [ 25 ] [ 26 ] |
| «Сатурн»                                                 | 27 июня 2018            | «Лучший сценарий»                                                                 | Райан Куглер и Джо Р. Коул | Номинация      | [ 25 ] [ 26 ] |
| «Сатурн»                                                 | 27 июня 2018            | «Лучшая работа художника-постановщика»                                            | Ханна Бичлер | Победа         | [ 25 ] [ 26 ] |
| «Сатурн»                                                 | 27 июня 2018            | «Лучший монтаж»                                                                   | Майкл П. Шоувер и Клаудия Кастелло | Номинация      | [ 25 ] [ 26 ] |
| «Сатурн»                                                 | 27 июня 2018            | «Лучшая музыка»                                                                   | Людвиг Йоранссон | Номинация      | [ 25 ] [ 26 ] |
| «Сатурн»                                                 | 27 июня 2018            | «Лучший дизайн костюмов»                                                          | Рут Картер | Номинация      | [ 25 ] [ 26 ] |
| «Сатурн»                                                 | 27 июня 2018            | «Лучший грим»                                                                     | Джоэл Харлоу и Кен Диас | Победа         | [ 25 ] [ 26 ] |
| «Сатурн»                                                 | 27 июня 2018            | «Лучшие спецэффекты»                                                              | Джеффри Бауманн, Джесси Джеймс Чисхолм, Крейг Хаммак и Дэн Судик | Номинация      | [ 25 ] [ 26 ] |
| Teen Choice Awards                                       | 12 августа 2018         | «Выбор фильма — Научная фантастика/Фэнтези»                                       | «Чёрная пантера» | Победа         | [ 27 ]        |
| Teen Choice Awards                                       | 12 августа 2018         | «Выбор актёра фильма — Научная фантастика/Фэнтези»                                | Чедвик Боузман | Номинация      | [ 27 ]        |
| Teen Choice Awards                                       | 12 августа 2018         | «Выбор актрисы фильма — Научная фантастика/Фэнтези»                               | Лупита Нионго | Номинация      | [ 27 ]        |
| Teen Choice Awards                                       | 12 августа 2018         | «Выбор актрисы фильма — Научная фантастика/Фэнтези»                               | Летиша Райт | Победа         | [ 27 ]        |
| Teen Choice Awards                                       | 12 августа 2018         | «Выбор актрисы фильма — Научная фантастика/Фэнтези»                               | Данай Гурира | Номинация      | [ 27 ]        |
| Teen Choice Awards                                       | 12 августа 2018         | «Выбор музыки — совместная работа»                                                | «Pray for Me» — The Weeknd и Кендрик Ламар | Номинация      | [ 27 ]        |
| Teen Choice Awards                                       | 12 августа 2018         | «Выбор кинозлодея»                                                                | Майкл Б. Джордан | Победа         | [ 27 ]        |
| Teen Choice Awards                                       | 12 августа 2018         | «Выбор прорывной роли»                                                            | Летиша Райт | Номинация      | [ 27 ]        |
| Teen Choice Awards                                       | 12 августа 2018         | «Выбор поцелуя»                                                                   | Чедвик Боузман и Лупита Нионго | Номинация      | [ 27 ]        |
| Teen Choice Awards                                       | 12 августа 2018         | «Выбор корабля для кино»                                                          | Чедвик Боузман и Лупита Нионго | Номинация      | [ 27 ]        |
| Teen Choice Awards                                       | 12 августа 2018         | «Выбор песни в стиле R&B/Hip-Hop»                                                 | «All the Stars» — Кендрик Ламар и SZA | Номинация      | [ 27 ]        |
| MTV Video Music Awards                                   | 20 августа 2018         | «Лучшие визуальные эффекты»                                                       | «All the Stars» — Кендрик Ламар и SZA (Лорис Пайе для BUF Paris) | Победа         | [ 28 ]        |
| iHeartRadio Much Music Video                             | 26 августа 2018         | «Лучшая совместная работа»                                                        | «All the Stars» — Кендрик Ламар и SZA | Номинация      | [ 29 ]        |
| iHeartRadio Much Music Video                             | 26 августа 2018         | «Лучшая совместная работа»                                                        | «Pray for Me» — The Weeknd и Кендрик Ламар | Номинация      | [ 29 ]        |
| «Дракон»                                                 | 4 сентября 2018         | «Лучший научно-фантастический или фэнтезийный фильм»                              | «Чёрная пантера» | Победа         | [ 30 ]        |
| «Харви»                                                  | 5 октября 2018          | «Лучшая адаптация комикса»                                                        | «Чёрная пантера» — адаптация комиксов о Чёрной пантере | Победа         | [ 31 ]        |
| American Music Awards                                    | 9 октября 2018          | «Лучший саундтрек»                                                                | «Black Panther: The Album» | Победа         | [ 32 ]        |
| Премия «Мировой саундтрек»                               | 17 октября 2018         | «Лучшая оригинальная песня, написанная непосредственно для фильма»                | «Black Panther» — Кендрик Ламар (музыка и слова Кендрика Дакворта, Кевина Гомрингера, Тима Гомрингера, SZA, Мэтта Шеффера, Марка Энтони Спирса и Энтони Тиффит)                                         | Победа         | [ 33 ]        |
| Премия Голливудского кинофестиваля                       | 4 ноября 2018           | «Фильм»                                                                           | «Чёрная пантера» | Почётный гость | [ 34 ]        |
| Премия Голливудского кинофестиваля                       | 4 ноября 2018           | «Производственный дизайн»                                                         | Ханна Бичлер | Почётный гость | [ 34 ]        |
| People’s Choice Awards                                   | 11 ноября 2018          | «Фильм года»                                                                      | «Чёрная пантера» | Номинация      | [ 35 ]        |
| People’s Choice Awards                                   | 11 ноября 2018          | «Боевик года»                                                                     | «Чёрная пантера» | Номинация      | [ 35 ]        |
| People’s Choice Awards                                   | 11 ноября 2018          | «Кинозвезда года»                                                                 | Чедвик Боузман | Победа         | [ 35 ]        |
| People’s Choice Awards                                   | 11 ноября 2018          | «Кинозвезда боевиков года»                                                        | Чедвик Боузман | Номинация      | [ 35 ]        |
| People’s Choice Awards                                   | 11 ноября 2018          | «Кинозвезда боевиков года»                                                        | Данай Гурира | Победа         | [ 35 ]        |
| Hollywood Music in Media Awards                          | 14 ноября 2018          | «Альбом-саундтрек»                                                                | «Black Panther: The Album» | Победа         | [ 36 ]        |
| Hollywood Music in Media Awards                          | 14 ноября 2018          | «Лучшая оригинальная музыка в научно-фантастическом фильме»                       | Людвиг Йоранссон | Победа         | [ 36 ]        |
| Hollywood Music in Media Awards                          | 14 ноября 2018          | «Лучшая оригинальная песня в научно-фантастическом фильме»                        | «All the Stars» — Кендрик Ламар и SZA | Победа         | [ 36 ]        |
| Hollywood Music in Media Awards                          | 14 ноября 2018          | «Лучшее музыкальное сопровождение в фильме»                                       | Дэйв Джордан | Номинация      | [ 36 ]        |
| AACTA                                                    | 3 декабря 2018          | «Лучшие визуальные эффекты или анимация»                                          | Брендан Силс, Майкл Пердью, Эндрю Зинк и Рафаэль А. Пиментел | Номинация      | [ 37 ] [ 38 ] |
| Награды Ассоциации кинокритиков Вашингтона               | 3 декабря 2018          | «Лучшая режиссура»                                                                | Райан Куглер | Номинация      | [ 39 ]        |
| Награды Ассоциации кинокритиков Вашингтона               | 3 декабря 2018          | «Лучшая мужская роль второго плана»                                               | Майкл Б. Джордан | Номинация      | [ 39 ]        |
| Награды Ассоциации кинокритиков Вашингтона               | 3 декабря 2018          | «Лучший ансамбль»                                                                 | «Чёрная пантера» | Номинация      | [ 39 ]        |
| Награды Ассоциации кинокритиков Вашингтона               | 3 декабря 2018          | «Лучший адаптированный сценарий»                                                  | Райан Куглер и Джо Р. Коул | Номинация      | [ 39 ]        |
| Награды Ассоциации кинокритиков Вашингтона               | 3 декабря 2018          | «Лучшая художественная режиссура»                                                 | Ханна Бичлер и Джей Харт | Победа         | [ 39 ]        |
| Награды Ассоциации кинокритиков Вашингтона               | 3 декабря 2018          | «Лучшая оригинальная музыка»                                                      | Людвиг Йоранссон | Номинация      | [ 39 ]        |
| Награды Ассоциации кинокритиков Чикаго                   | 8 декабря 2018          | «Лучшая мужская роль второго плана»                                               | Майкл Б. Джордан | Номинация      | [ 40 ]        |
| Награды Ассоциации кинокритиков Чикаго                   | 8 декабря 2018          | «Лучшая художественная режиссура»                                                 | Ханна Бичлер и Джей Харт | Номинация      | [ 40 ]        |
| Награды Ассоциации кинокритиков Чикаго                   | 8 декабря 2018          | «Лучшие визуальные эффекты»                                                       | Джеффри Бауманн, Джесси Джеймс Чисхолм, Крейг Хаммак и Дэн Судик | Номинация      | [ 40 ]        |
| Награды кинокритиков Сан-Франциско                       | 9 декабря 2018          | «Лучшая мужская роль второго плана»                                               | Майкл Б. Джордан | Победа         | [ 41 ]        |
| Награды кинокритиков Сан-Франциско                       | 9 декабря 2018          | «Лучший адаптированный сценарий»                                                  | Райан Куглер и Джо Р. Коул | Номинация      | [ 41 ]        |
| Награды кинокритиков Сан-Франциско                       | 9 декабря 2018          | «Лучший производственный дизайн»                                                  | Ханна Бичлер | Победа         | [ 41 ]        |
| Награды кинокритиков Сан-Франциско                       | 9 декабря 2018          | «Лучшая оригинальная музыка»                                                      | Людвиг Йоранссон | Номинация      | [ 41 ]        |
| Награды Общества кинокритиков Сан-Диего                  | 10 декабря 2018         | «Лучший производственный дизайн»                                                  | Ханна Бичлер | Номинация      | [ 42 ]        |
| Награды Общества кинокритиков Сан-Диего                  | 10 декабря 2018         | «Лучшие визуальные эффекты»                                                       | Джеффри Бауманн, Джесси Джеймс Чисхолм, Крейг Хаммак и Дэн Судик | Номинация      | [ 42 ]        |
| Награда Ассоциации кинокритиков Торонто                  | 10 декабря 2018         | «Лучшая мужская роль второго плана»                                               | Майкл Б. Джордан | Номинация      | [ 43 ]        |
| Награды Ассоциации афроамериканских кинокритиков         | 11 декабря 2018         | «Лучший фильм»                                                                    | «Чёрная пантера» | Победа         | [ 44 ]        |
| Награды Ассоциации афроамериканских кинокритиков         | 11 декабря 2018         | «Лучшая режиссура»                                                                | Райан Куглер | Победа         | [ 44 ]        |
| Награды Ассоциации афроамериканских кинокритиков         | 11 декабря 2018         | «Лучшая песня»                                                                    | Кендрик Ламар и SZA (за «All the Stars») | Победа         | [ 44 ]        |
| Награды женской Ассоциации кинокритиков                  | 11 декабря 2018         | «Лучшие женские героини боевиков»                                                 | «Чёрная пантера» | Победа         | [ 45 ]        |
| Награды женской Ассоциации кинокритиков                  | 11 декабря 2018         | «Лучшее равенство полов»                                                          | «Чёрная пантера» | Победа         | [ 45 ]        |
| Награды Ассоциации кинокритиков Сент-Луиса               | 16 декабря 2018         | «Лучший фильм в жанре экшн»                                                       | «Чёрная пантера» | Номинация      | [ 46 ]        |
| Награды Ассоциации кинокритиков Сент-Луиса               | 16 декабря 2018         | «Лучшая мужская роль второго плана»                                               | Майкл Б. Джордан | Номинация      | [ 46 ]        |
| Награды Ассоциации кинокритиков Сент-Луиса               | 16 декабря 2018         | «Лучший производственный дизайн»                                                  | Ханна Бичлер | Победа         | [ 46 ]        |
| Награды Ассоциации кинокритиков Сент-Луиса               | 16 декабря 2018         | «Лучшие визуальные эффекты»                                                       | Джеффри Бауманн, Джесси Джеймс Чисхолм, Крейг Хаммак и Дэн Судик | Номинация      | [ 46 ]        |
| Награды Ассоциации кинокритиков Далласа и Форт-Уэрта     | 17 декабря 2018         | «Топ-10 фильмов»                                                                  | «Чёрная пантера» | 6-е место      | [ 47 ]        |
| Награды Ассоциации кинокритиков Далласа и Форт-Уэрта     | 17 декабря 2018         | «Лучшая мужская роль второго плана»                                               | Майкл Б. Джордан | Номинация      | [ 47 ]        |
| Награды Общества кинокритиков Сиэтла                     | 17 декабря 2018         | «Лучший фильм года»                                                               | «Чёрная пантера» | Номинация      | [ 48 ]        |
| Награды Общества кинокритиков Сиэтла                     | 17 декабря 2018         | «Лучший ансамбль»                                                                 | «Чёрная пантера» | Номинация      | [ 48 ]        |
| Награды Общества кинокритиков Сиэтла                     | 17 декабря 2018         | «Лучшая мужская роль второго плана»                                               | Майкл Б. Джордан | Номинация      | [ 48 ]        |
| Награды Общества кинокритиков Сиэтла                     | 17 декабря 2018         | «Злодей года»                                                                     | Майкл Б. Джордан | Победа         | [ 48 ]        |
| Награды Общества кинокритиков Сиэтла                     | 17 декабря 2018         | «Лучший производственный дизайн»                                                  | Ханна Бичлер | Номинация      | [ 48 ]        |
| Награды Общества кинокритиков Сиэтла                     | 17 декабря 2018         | «Лучший дизайн костюмов»                                                          | Рут Картер | Победа         | [ 48 ]        |
| Награды Общества кинокритиков Сиэтла                     | 17 декабря 2018         | «Лучшие визуальные эффекты»                                                       | Джеффри Бауманн, Джесси Джеймс Чисхолм, Крейг Хаммак и Дэн Судик | Номинация      | [ 48 ]        |
| Награды Общества онлайн-кинокритиков                     | 2 января 2019           | «Особые достижения»                                                               | Райан Куглер (за «отличительную критику и кассовую привлекательность») | Победа         | [ 49 ]        |
| Награды Общества онлайн-кинокритиков                     | 2 января 2019           | «Лучшая мужская роль второго плана»                                               | Майкл Б. Джордан | Победа         | [ 49 ]        |
| Награды Общества онлайн-кинокритиков                     | 2 января 2019           | «Лучший дизайн костюмов»                                                          | Рут Картер | Победа         | [ 49 ]        |
| Награды Общества онлайн-кинокритиков                     | 2 января 2019           | «Лучшая оригинальная музыка»                                                      | Людвиг Йоранссон | Номинация      | [ 49 ]        |
| Награды Общества кинокритиков Хьюстона                   | 3 января 2019           | «Лучший фильм»                                                                    | «Чёрная пантера» | Номинация      | [ 50 ]        |
| Награды Общества кинокритиков Хьюстона                   | 3 января 2019           | «Лучшая мужская роль второго плана»                                               | Майкл Б. Джордан | Номинация      | [ 50 ]        |
| Награды Общества кинокритиков Хьюстона                   | 3 января 2019           | «Лучшая операторская работа»                                                      | Рэйчел Моррисон | Номинация      | [ 50 ]        |
| Награды Общества кинокритиков Хьюстона                   | 3 января 2019           | «Лучшая музыка»                                                                   | Людвиг Йоранссон | Номинация      | [ 50 ]        |
| Награды Общества кинокритиков Хьюстона                   | 3 января 2019           | «Лучшая песня»                                                                    | «All the Stars» — Кендрик Ламар и SZA | Номинация      | [ 50 ]        |
| Награды Общества кинокритиков Хьюстона                   | 3 января 2019           | «Лучшие визуальные эффекты»                                                       | Джеффри Бауманн, Джесси Джеймс Чисхолм, Крейг Хаммак и Дэн Судик | Номинация      | [ 50 ]        |
| Премия Американского института киноискусства             | 4 января 2019           | «Топ-10 лучших фильмов года»                                                      | «Чёрная пантера» | Победа         | [ 51 ]        |
| Награды Международного кинофестиваля в Палм-Спрингс      | 4 января 2019           | Премия «Творческое влияние в режиссуре»                                           | Райан Куглер | Почётный гость | [ 52 ]        |
| «Золотой глобус»                                         | 6 января 2019           | «Лучший фильм — драма»                                                            | «Чёрная пантера» | Номинация      | [ 53 ]        |
| «Золотой глобус»                                         | 6 января 2019           | «Лучшая музыка к фильму»                                                          | Людвиг Йоранссон | Номинация      | [ 53 ]        |
| «Золотой глобус»                                         | 6 января 2019           | «Лучшая песня»                                                                    | «All the Stars» — Кендрик Ламар и SZA | Номинация      | [ 53 ]        |
| Награды Ассоциации кинокритиков Остина                   | 7 января 2019           | «Лучший ансамбль»                                                                 | «Чёрная пантера» | Номинация      | [ 54 ] [ 55 ] |
| Награды Ассоциации кинокритиков Остина                   | 7 января 2019           | «Лучшие трюки»                                                                    | «Чёрная пантера» | Номинация      | [ 54 ] [ 55 ] |
| Награды Ассоциации кинокритиков Остина                   | 7 января 2019           | «Лучшая мужская роль второго плана»                                               | Майкл Б. Джордан | Номинация      | [ 54 ] [ 55 ] |
| Награды Национального совета кинокритиков США            | 8 января 2019           | «Десять лучших фильмов»                                                           | «Чёрная пантера» | Победа         | [ 56 ]        |
| Премия Альянса женщин-киножурналистов                    | 10 января 2019          | «Лучший актёрский ансамбль — кастинг-директор»                                    | «Чёрная пантера» — Сара Финн | Победа         | [ 57 ]        |
| Премия Альянса женщин-киножурналистов                    | 10 января 2019          | «Лучший адаптированный сценарий»                                                  | Райан Куглер и Джо Р. Коул | Номинация      | [ 57 ]        |
| Премия Альянса женщин-киножурналистов                    | 10 января 2019          | «Лучшая мужская роль второго плана»                                               | Майкл Б. Джордан | Номинация      | [ 57 ]        |
| Премия Альянса женщин-киножурналистов                    | 10 января 2019          | «Лучшая операторская работа»                                                      | Рэйчел Моррисон | Номинация      | [ 57 ]        |
| Премия Альянса женщин-киножурналистов                    | 10 января 2019          | «Лучший монтаж»                                                                   | Дебби Берман и Майкл П. Шойер | Номинация      | [ 57 ]        |
| Премия Альянса женщин-киножурналистов                    | 10 января 2019          | «Лучшая прорывная роль»                                                           | Летиша Райт | Номинация      | [ 57 ]        |
| Премия Альянса женщин-киножурналистов                    | 10 января 2019          | «Выдающееся достижение женщины в киноиндустрии»                                   | Рэйчел Моррисон | Победа         | [ 57 ]        |
| Награды Ассоциации кинокритиков штата Джорджия           | 11 января 2019          | «Премия Оглторпа за выдающиеся достижения в области кинематографа штата Джорджия» | «Чёрная пантера» — Райан Куглер и Джо Р. Коул | Победа         | [ 58 ]        |
| Награды Ассоциации кинокритиков штата Джорджия           | 11 января 2019          | «Лучший ансамбль»                                                                 | «Чёрная пантера» | Номинация      | [ 58 ]        |
| Награды Ассоциации кинокритиков штата Джорджия           | 11 января 2019          | «Лучший адаптированный сценарий»                                                  | Джо Р. Коул и Райан Куглер | Номинация      | [ 58 ]        |
| Награды Ассоциации кинокритиков штата Джорджия           | 11 января 2019          | «Лучшая операторская работа»                                                      | Рэйчел Моррисон | Номинация      | [ 58 ]        |
| Награды Ассоциации кинокритиков штата Джорджия           | 11 января 2019          | «Лучший производственный дизайн»                                                  | Ханна Бичлер и Джей Харт | Номинация      | [ 58 ]        |
| Награды Ассоциации кинокритиков штата Джорджия           | 11 января 2019          | «Лучшая оригинальная музыка»                                                      | Людвиг Йоранссон | Номинация      | [ 58 ]        |
| Награды Ассоциации кинокритиков штата Джорджия           | 11 января 2019          | «Лучшая оригинальная песня»                                                       | «All the Stars» — Кендрик Ламар и SZA | Номинация      | [ 58 ]        |
| Награды «Dorian»                                         | 12 января 2019          | «Визуально яркий фильм года»                                                      | «Чёрная пантера» | Номинация      | [ 59 ]        |
| Награды «Dorian»                                         | 12 января 2019          | «Лучшее исполнение года — мужская роль второго плана»                             | Майкл Б. Джордан | Номинация      | [ 59 ]        |
| Награды Ассоциации кинокритиков Лос-Анджелеса            | 12 января 2019          | «Лучший производственный дизайн»                                                  | Ханна Бичлер | Победа         | [ 60 ]        |
| «Выбор критиков»                                         | 13 января 2019          | «Лучший фильм»                                                                    | «Чёрная пантера» | Номинация      | [ 61 ]        |
| «Выбор критиков»                                         | 13 января 2019          | «Лучший экшн-фильм»                                                               | «Чёрная пантера» | Номинация      | [ 61 ]        |
| «Выбор критиков»                                         | 13 января 2019          | «Лучший актёрский состав»                                                         | «Чёрная пантера» | Номинация      | [ 61 ]        |
| «Выбор критиков»                                         | 13 января 2019          | «Лучшая мужская роль второго плана»                                               | Майкл Б. Джордан | Номинация      | [ 61 ]        |
| «Выбор критиков»                                         | 13 января 2019          | «Лучший адаптированный сценарий»                                                  | Райан Куглер и Джо Р. Коул | Номинация      | [ 61 ]        |
| «Выбор критиков»                                         | 13 января 2019          | «Лучшая операторская работа»                                                      | Рэйчел Моррисон | Номинация      | [ 61 ]        |
| «Выбор критиков»                                         | 13 января 2019          | «Лучшая художественная режиссура»                                                 | Ханна Бичлер и Джей Харт | Победа         | [ 61 ]        |
| «Выбор критиков»                                         | 13 января 2019          | «Лучший дизайн костюмов»                                                          | Рут Картер | Победа         | [ 61 ]        |
| «Выбор критиков»                                         | 13 января 2019          | «Лучший макияж»                                                                   | Камилла Френд, Джоэл Харлоу и Кен Диас | Номинация      | [ 61 ]        |
| «Выбор критиков»                                         | 13 января 2019          | «Лучшие визуальные эффекты»                                                       | Джеффри Бауманн, Джесси Джеймс Чисхолм, Крейг Хаммак и Дэн Судик | Победа         | [ 61 ]        |
| «Выбор критиков»                                         | 13 января 2019          | «Лучшая песня»                                                                    | «All the Stars» — Кендрик Ламар и SZA | Номинация      | [ 61 ]        |
| «Выбор критиков»                                         | 13 января 2019          | «Лучшая музыка»                                                                   | Людвиг Йоранссон | Номинация      | [ 61 ]        |
| Премия Гильдии продюсеров США                            | 19 января 2019          | «Лучший театральный фильм»                                                        | Кевин Файги | Номинация      | [ 62 ]        |
| Премия Лондонской ассоциации кинокритиков                | 20 января 2019          | «Лучшая мужская роль года второго плана»                                          | Майкл Б. Джордан | Номинация      | [ 63 ]        |
| Премия Лондонской ассоциации кинокритиков                | 20 января 2019          | «Лучший британский или ирландский фильм года»                                     | Дэниел Калуя | Номинация      | [ 63 ]        |
| TEC Awards                                               | 26 января 2019          | «Производство звука для фильмов»                                                  | «Чёрная пантера» | Победа         | [ 64 ]        |
| Премия Гильдии киноактёров США                           | 27 января 2019          | «Лучший актёрский состав в игровом кино»                                          | «Чёрная пантера» — Анджела Бассетт, Чедвик Боузман, Стерлинг Браун, Уинстон Дьюк, Мартин Фримен, Данай Гурира, Майкл Б. Джордан, Дэниел Калуя, Лупита Нионго, Энди Серкис, Форест Уитакер и Летиша Райт | Победа         | [ 65 ]        |
| Премия Гильдии киноактёров США                           | 27 января 2019          | «Лучший каскадёрский ансамбль в игровом кино»                                     | «Чёрная пантера» | Победа         | [ 65 ]        |
| Награда Американского общества специалистов по кастингу  | 31 января 2019          | Премия «Zeitgeist»                                                                | «Чёрная пантера» — Сара Халли Финн, Миган Льюис (подбор локаций), Джейсон Б. Стейми (ассистент) и Николас Амик Мадд (ассистент)                                                                         | Победа         | [ 66 ]        |
| Премия Гильдии художников-постановщиков США              | 2 февраля 2019          | «Лучшая работа художника-постановщика в фэнтези-фильме»                           | Ханна Бичлер | Победа         | [ 67 ]        |
| Black Reel Awards                                        | 7 февраля 2019          | «Лучший фильм»                                                                    | «Чёрная пантера» | Победа         | [ 68 ]        |
| Black Reel Awards                                        | 7 февраля 2019          | «Лучший ансамбль»                                                                 | «Чёрная пантера» | Победа         | [ 68 ]        |
| Black Reel Awards                                        | 7 февраля 2019          | «Лучшая мужская роль»                                                             | Чедвик Боузман | Победа         | [ 68 ]        |
| Black Reel Awards                                        | 7 февраля 2019          | «Лучшая режиссура»                                                                | Райан Куглер | Победа         | [ 68 ]        |
| Black Reel Awards                                        | 7 февраля 2019          | «Лучшая мужская роль второго плана»                                               | Майкл Б. Джордан | Победа         | [ 68 ]        |
| Black Reel Awards                                        | 7 февраля 2019          | «Лучшая женская роль второго плана»                                               | Данай Гурира | Номинация      | [ 68 ]        |
| Black Reel Awards                                        | 7 февраля 2019          | «Лучшая женская роль второго плана»                                               | Лупита Нионго | Номинация      | [ 68 ]        |
| Black Reel Awards                                        | 7 февраля 2019          | «Лучшая женская роль второго плана»                                               | Летиша Райт | Номинация      | [ 68 ]        |
| Black Reel Awards                                        | 7 февраля 2019          | «Лучший адаптированный сценарий»                                                  | Райан Куглер и Джо Р. Коул | Номинация      | [ 68 ]        |
| Black Reel Awards                                        | 7 февраля 2019          | «Лучшая оригинальная музыка»                                                      | Людвиг Йоранссон | Номинация      | [ 68 ]        |
| Black Reel Awards                                        | 7 февраля 2019          | «Лучшая оригинальная песня»                                                       | Кендрик Ламар и SZA (за «All the Stars») | Победа         | [ 68 ]        |
| Black Reel Awards                                        | 7 февраля 2019          | «Лучшая оригинальная песня»                                                       | The Weeknd и Кендрик Ламар (за «Pray for Me») | Номинация      | [ 68 ]        |
| Black Reel Awards                                        | 7 февраля 2019          | «Лучшая прорывная мужская роль»                                                   | Уинстон Дьюк | Победа         | [ 68 ]        |
| Black Reel Awards                                        | 7 февраля 2019          | «Лучшая прорывная женская роль»                                                   | Летиша Райт | Победа         | [ 68 ]        |
| Black Reel Awards                                        | 7 февраля 2019          | «Лучшая операторская работа»                                                      | Рэйчел Моррисон | Номинация      | [ 68 ]        |
| Black Reel Awards                                        | 7 февраля 2019          | «Лучший дизайн костюмов»                                                          | Рут Картер | Победа         | [ 68 ]        |
| Black Reel Awards                                        | 7 февраля 2019          | «Лучший производственный дизайн»                                                  | Ханна Бичлер | Победа         | [ 68 ]        |
| Награды Международного кинофестиваля в Санта-Барбаре     | 7 февраля 2019          | Премия «Киноавангард»                                                             | Майкл Б. Джордан | Почётный гость | [ 69 ]        |
| Премия «Humanitas»                                       | 8 февраля 2019          | «Драматический полнометражный фильм»                                              | «Чёрная пантера» | Номинация      | [ 70 ] [ 71 ] |
| Премия USC Scripter                                      | 9 февраля 2019          | «Лучший адаптированный сценарий»                                                  | «Чёрная пантера» — Райан Куглер и Джо Р. Коул | Номинация      | [ 72 ]        |
| BAFTA                                                    | 10 февраля 2019         | «Лучшие визуальные эффекты»                                                       | Джеффри Бауманн, Джесси Джеймс Чисхолм, Крейг Хаммак и Дэн Судик | Победа         | [ 73 ]        |
| «Грэмми»                                                 | 10 февраля 2019         | «Лучший альбом года»                                                              | «Black Panther: The Album» | Номинация      | [ 74 ]        |
| «Грэмми»                                                 | 10 февраля 2019         | «Лучшая песня года»                                                               | «All the Stars» — Кендрик Ламар и SZA | Номинация      | [ 74 ]        |
| «Грэмми»                                                 | 10 февраля 2019         | «Лучшая запись года»                                                              | «All the Stars» — Кендрик Ламар и SZA | Номинация      | [ 74 ]        |
| «Грэмми»                                                 | 10 февраля 2019         | «Лучшее исполнение мелодичного рэпа»                                              | «All the Stars» — Кендрик Ламар и SZA | Номинация      | [ 74 ]        |
| «Грэмми»                                                 | 10 февраля 2019         | «Лучшая песня, написанная для визуальных медиа»                                   | «All the Stars» — Кендрик Ламар и SZA | Номинация      | [ 74 ]        |
| «Грэмми»                                                 | 10 февраля 2019         | «Лучшее рэп-исполнение»                                                           | «King’s Dead» — Кендрик Ламар, Jay Rock, Фьючер и Джеймс Блейк | Победа         | [ 74 ]        |
| «Грэмми»                                                 | 10 февраля 2019         | «Лучшая рэп-песня»                                                                | «King’s Dead» — Кендрик Ламар, Jay Rock, Фьючер и Джеймс Блейк | Номинация      | [ 74 ]        |
| «Грэмми»                                                 | 10 февраля 2019         | «Лучший саундтрек для визуальных медиа»                                           | Людвиг Йоранссон | Победа         | [ 74 ]        |
| Награды Гильдии музыкальных супервайзеров                | 13 февраля 2019         | «Лучшее музыкальное сопровождение фильмов с бюджетом более 25 млн долларов»       | Дэйв Джордан | Номинация      | [ 75 ]        |
| Награды Гильдии музыкальных супервайзеров                | 13 февраля 2019         | «Лучшая песня, написанная и / или записанная для фильма»                          | «All the Stars» — Кендрик Ламар и SZA (музыкальный супервайзер: Дэйв Джордан) | Номинация      | [ 75 ]        |
| Премия AARP «Фильмы для взрослой аудитории»              | 15 февраля 2019         | «Лучший ансамбль»                                                                 | «Чёрная пантера» | Номинация      | [ 76 ] [ 77 ] |
| Премия AARP «Фильмы для взрослой аудитории»              | 15 февраля 2019         | «Лучшая актриса второго плана»                                                    | Анджела Бассетт | Номинация      | [ 76 ] [ 77 ] |
| Премия Общества киноакустики                             | 16 февраля 2019         | «Кинофильм — живое исполнение»                                                    | Питер Девлин, Стивен Боддекер, Брэндон Проктор, Кристофер Фодж, Док Кейн и Скотт Кёртис | Номинация      | [ 78 ]        |
| Премия Гильдии гримёров и парикмахеров                   | 16 февраля 2019         | «Лучшая причёска эпохи и / или персонажа»                                         | Камилла Френд, Джейме Ли Макинтош и Луиза Энтони | Номинация      | [ 79 ]        |
| Премия Гильдии гримёров и парикмахеров                   | 16 февраля 2019         | «Лучшие специальные гримёрные эффекты в полнометражном фильме»                    | Джоэл Харлоу, Кен Диас и Сиан Ричардс | Номинация      | [ 79 ]        |
| «Спутник»                                                | 17 февраля 2019         | Премия «Auteur»                                                                   | Райан Куглер | Победа         | [ 80 ] [ 81 ] |
| «Спутник»                                                | 17 февраля 2019         | «Лучший фильм»                                                                    | «Чёрная пантера» | Номинация      | [ 80 ] [ 81 ] |
| «Спутник»                                                | 17 февраля 2019         | «Лучшая песня»                                                                    | «All the Stars» — Кендрик Ламар и SZA | Номинация      | [ 80 ] [ 81 ] |
| «Спутник»                                                | 17 февраля 2019         | «Лучшая операторская работа»                                                      | Рэйчел Моррисон | Номинация      | [ 80 ] [ 81 ] |
| «Спутник»                                                | 17 февраля 2019         | «Лучший дизайн костюмов»                                                          | Рут Картер | Номинация      | [ 80 ] [ 81 ] |
| «Спутник»                                                | 17 февраля 2019         | «Лучшая художественная режиссура и производственный дизайн»                       | Ханна Бичлер и Джей Харт | Номинация      | [ 80 ] [ 81 ] |
| «Спутник»                                                | 17 февраля 2019         | «Лучшие визуальные эффекты»                                                       | Джеффри Бауманн, Джесси Джеймс Чисхолм, Крейг Хаммак и Дэн Судик | Победа         | [ 80 ] [ 81 ] |
| «Спутник»                                                | 17 февраля 2019         | «Лучший звук»                                                                     | Питер Девлин, Стивен Боддекер, Брэндон Проктор, Кристофер Фодж, Док Кейн и Скотт Кёртис | Номинация      | [ 80 ] [ 81 ] |
| Премия Гильдии сценаристов США                           | 17 февраля 2019         | «Лучший адаптированный сценарий»                                                  | Джо Р. Коул и Райан Куглер | Номинация      | [ 82 ]        |
| Golden Reel Awards                                       | 18 февраля 2019         | «Музыкальное сопровождение в художественном фильме»                               | «Чёрная пантера» | Номинация      | [ 83 ]        |
| Golden Reel Awards                                       | 18 февраля 2019         | «Эффекты / фоули в художественном фильме»                                         | «Чёрная пантера» | Номинация      | [ 83 ]        |
| Награда Гильдии художников по костюмам                   | 19 февраля 2019         | «Лучший дизайн костюмов в фэнтези-фильме»                                         | Рут Картер | Победа         | [ 84 ]        |
| Премия Международной ассоциации киномузыкальных критиков | 21 февраля 2019         | «Композитор года»                                                                 | Людвиг Йоранссон | Номинация      | [ 85 ]        |
| Премия Международной ассоциации киномузыкальных критиков | 21 февраля 2019         | «Музыка года к фильму»                                                            | Людвиг Йоранссон | Номинация      | [ 85 ]        |
| Премия Международной ассоциации киномузыкальных критиков | 21 февраля 2019         | «Лучшая оригинальная музыка для фэнтези / научной фантастики / фильма ужасов»     | Людвиг Йоранссон | Номинация      | [ 85 ]        |
| Премия ICG для публицистов                               | 22 февраля 2019         | Премия Максвелла Уайнберга «Шоуменство года — кинофильм»                          | «Чёрная пантера» | Номинация      | [ 86 ]        |
| «Оскар»                                                  | 24 февраля 2019         | «Лучший фильм»                                                                    | Кевин Файги | Номинация      | [ 87 ]        |
| «Оскар»                                                  | 24 февраля 2019         | «Лучший дизайн костюмов»                                                          | Рут Картер | Победа         | [ 87 ]        |
| «Оскар»                                                  | 24 февраля 2019         | «Лучшая музыка к фильму»                                                          | Людвиг Йоранссон | Победа         | [ 87 ]        |
| «Оскар»                                                  | 24 февраля 2019         | «Лучшая песня к фильму»                                                           | Кендрик Ламар, Sounwave, Энтони Тиффит и SZA (за «All the Stars») | Номинация      | [ 87 ]        |
| «Оскар»                                                  | 24 февраля 2019         | «Лучшая работа художника-постановщика»                                            | Ханна Бичлер и Джей Харт | Победа         | [ 87 ]        |
| «Оскар»                                                  | 24 февраля 2019         | «Лучший звуковой монтаж»                                                          | Бенджамин А. Бертт и Стив Боддекер | Номинация      | [ 87 ]        |
| «Оскар»                                                  | 24 февраля 2019         | «Лучший звук»                                                                     | Питер Девлин, Стив Боддекер и Брэндон Проктор | Номинация      | [ 87 ]        |
| «Джуно»                                                  | 17 марта 2019           | «Сингл года»                                                                      | «Pray for Me» — The Weeknd и Кендрик Ламар | Номинация      | [ 88 ]        |
| Kids’ Choice Awards                                      | 23 марта 2019           | «Любимый фильм»                                                                   | «Чёрная пантера» | Номинация      | [ 89 ]        |
| Kids’ Choice Awards                                      | 23 марта 2019           | «Любимый киноактёр»                                                               | Чедвик Боузман | Номинация      | [ 89 ]        |
| Kids’ Choice Awards                                      | 23 марта 2019           | «Любимый супергерой»                                                              | Чедвик Боузман | Номинация      | [ 89 ]        |
| Kids’ Choice Awards                                      | 23 марта 2019           | «Любимая киноактриса»                                                             | Лупита Нионго | Номинация      | [ 89 ]        |
| Kids’ Choice Awards                                      | 23 марта 2019           | «Любимый удар по заднице»                                                         | Данай Гурира | Номинация      | [ 89 ]        |
| Премия NAACP Image                                       | 30 марта 2019           | «Лучший фильм»                                                                    | «Чёрная пантера» | Победа         | [ 90 ]        |
| Премия NAACP Image                                       | 30 марта 2019           | «Выдающийся актёрский ансамбль кинофильма»                                        | «Чёрная пантера» | Победа         | [ 90 ]        |
| Премия NAACP Image                                       | 30 марта 2019           | «Зрелищность года»                                                                | Райан Куглер | Номинация      | [ 90 ]        |
| Премия NAACP Image                                       | 30 марта 2019           | «Лучшая режиссура в кинофильме»                                                   | Райан Куглер | Победа         | [ 90 ]        |
| Премия NAACP Image                                       | 30 марта 2019           | «Лучшая сценарий в кинофильме»                                                    | Райан Куглер и Джо Р. Коул | Победа         | [ 90 ]        |
| Премия NAACP Image                                       | 30 марта 2019           | «Лучшая мужская роль в кинофильме»                                                | Чедвик Боузман | Победа         | [ 90 ]        |
| Премия NAACP Image                                       | 30 марта 2019           | «Лучшая мужская роль второго плана в кинофильме»                                  | Майкл Б. Джордан | Победа         | [ 90 ]        |
| Премия NAACP Image                                       | 30 марта 2019           | «Лучшая мужская роль второго плана в кинофильме»                                  | Уинстон Дьюк | Номинация      | [ 90 ]        |
| Премия NAACP Image                                       | 30 марта 2019           | «Лучшая женская роль второго плана в кинофильме»                                  | Лупита Нионго | Номинация      | [ 90 ]        |
| Премия NAACP Image                                       | 30 марта 2019           | «Лучшая женская роль второго плана в кинофильме»                                  | Данай Гурира | Победа         | [ 90 ]        |
| Премия NAACP Image                                       | 30 марта 2019           | «Лучшая женская роль второго плана в кинофильме»                                  | Летиша Райт | Номинация      | [ 90 ]        |
| Премия NAACP Image                                       | 30 марта 2019           | «Лучшая прорывная роль в кинофильме»                                              | Летиша Райт | Победа         | [ 90 ]        |
| Премия NAACP Image                                       | 30 марта 2019           | «Лучшая прорывная роль в кинофильме»                                              | Уинстон Дьюк | Номинация      | [ 90 ]        |
| Премия NAACP Image                                       | 30 марта 2019           | «Лучший дуэт или группа»                                                          | «All the Stars» — Кендрик Ламар и SZA | Победа         | [ 90 ]        |
| Премия NAACP Image                                       | 30 марта 2019           | «Лучшее музыкальное видео»                                                        | «All the Stars» — Кендрик Ламар и SZA | Номинация      | [ 90 ]        |
| Премия NAACP Image                                       | 30 марта 2019           | «Лучший саундтрек / компиляция»                                                   | «Black Panther: The Album» | Победа         | [ 90 ]        |
| «Небьюла»                                                | 18 мая 2019             | Премия «Рэя Брэдбери Небьюла» за лучшее драматическое представление               | «Чёрная пантера» — Райан Куглер и Джо Р. Коул | Номинация      | [ 91 ]        |

## Комментарии
1. ↑  События фильма «Первый мститель: Противостояние» (2016).
2. ↑  Даты вручения наград и проставления номинаций указаны в хронологическом порядке.
3. ↑  Также за участие в фильме «Звёздные войны: Последние джедаи» (2017).
4. 1 2  Эта премия не имеет одного победителя, а присуждается нескольким фильмам.
5. ↑  За то, что проложила дорогу женщинам-кинематографистам, номинировавшись на премию «Оскар» за фильм «Ферма „Мадбаунд“» и выступив в качестве оператора-постановщика «Чёрной пантеры».